# Daniel Aguirre
Daniel Aguirre (Redwood City, California, 28 de julio de 1999) es un futbolista mexico-estadounidense que se desempeña como defensa central y su equipo actual es el Club Deportivo Guadalajara de la Primera División de México.

## Trayectoria

### Inicios y Los Ángeles Galaxy
Aguirre jugó fútbol universitario en la Universidad de California en Riverside, donde anotó 8 goles y sumó 7 asistencias en 47 apariciones con los californianos. No jugó en 2020 debido a la pandemia de COVID-19. El 7 de abril de 2021, Aguirre firmó con el equipo LA Galaxy II del USL Championship.
El 29 de junio de 2023, hizo du debut profesional en la MLS, entre el duelo del Galaxy contra Minnesota.

### Club Deportivo Guadalajara
El 10 de junio de 2024, se hace oficial el traspaso de Aguirre al Club Deportivo Guadalajara convirtiéndose en el segundo refuerzo de cara al Apertura 2024.